# Erysimum armeniacum
Erysimum armeniacum är en korsblommig växtart som först beskrevs av John Sims, och fick sitt nu gällande namn av Jacques Étienne Gay. Erysimum armeniacum ingår i släktet kårlar, och familjen korsblommiga växter. Inga underarter finns listade i Catalogue of Life.